# Maria-Hilf-Kapelle (Erlach)

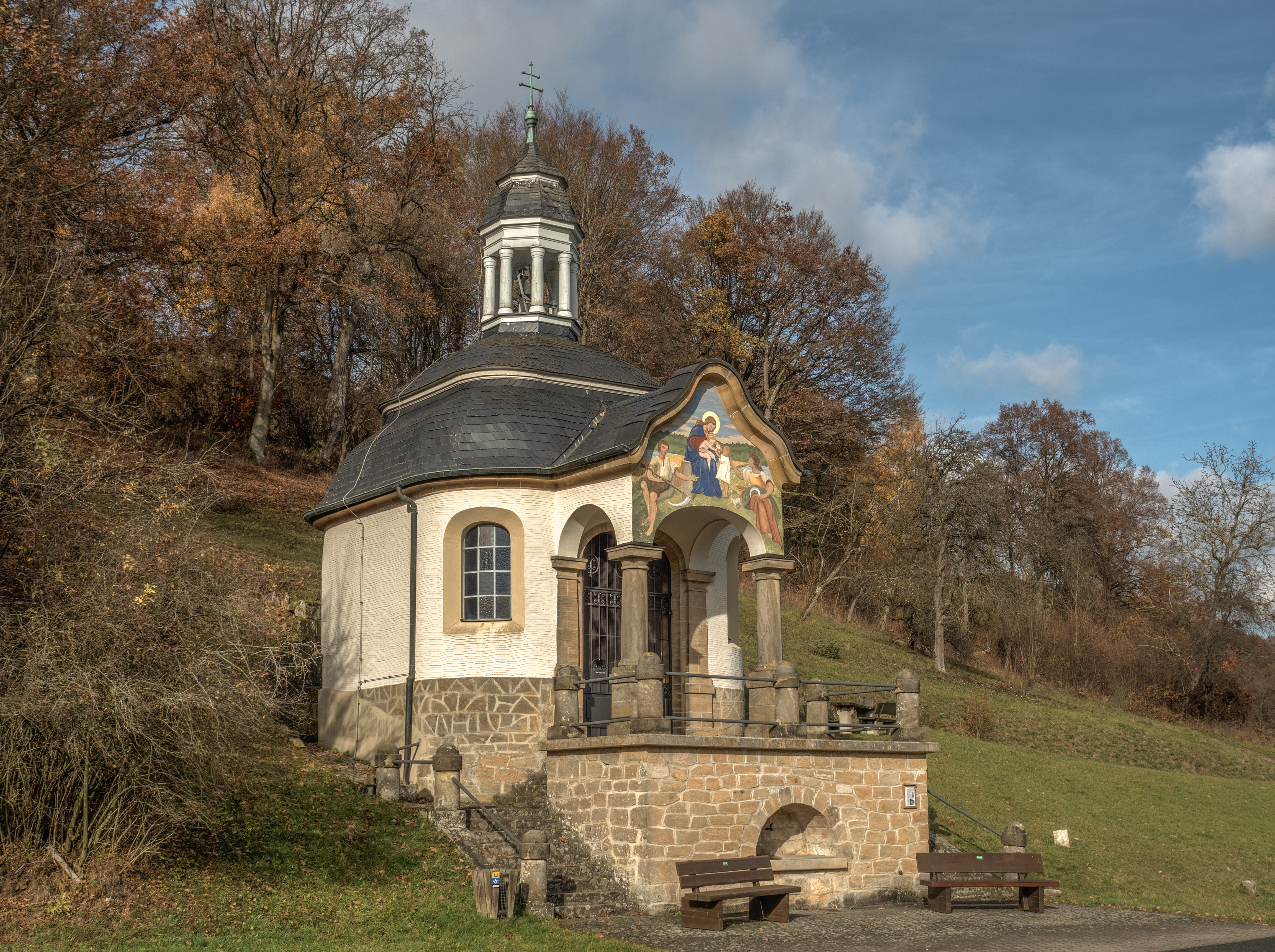
Die Maria-Hilf-Kapelle im November 2015

Die Maria-Hilf-Kapelle bei Erlach ist eine katholische Kapelle im Gebiet der oberfränkischen Stadt Weismain im Landkreis Lichtenfels (Bayern). Die denkmalgeschützte Kapelle wurde 1906/1907 errichtet.

## Lage
Die Kapelle befindet sich auf 340 m ü. NHN am westlichen Fuße des Schleizknocks, eines 485 m ü. NHN hohen Berges südwestlich der Kernstadt von Weismain. Westlich führt direkt vor der Kapelle die Kreisstraße LIF 22 vorbei, die Weismain mit den Orten Altendorf, Siedamsdorf und Kaspauer im Schöpfleinsgrund verbindet. Das Dorf Erlach ist etwa 400 m, der Stadtkern von Weismain ist rund 1,9 km entfernt.

## Geschichte und Beschreibung
An der Stelle der heutigen Kapelle ließ der Weismainer Gastwirt, Bürgermeister, Kirchen- und Spitalpfleger Reichard Fuchs (1728–1787) eine hölzerne Wegkapelle errichten. Sie diente primär als Station für Fronleichnamsprozessionen. Vermutlich aufgrund ihres schlechten baulichen Zustandes wurde die Kapelle abgerissen und  1906/1907, durch das Weismainer Bauunternehmen Dietz, nach den 1905 von Fritz Fuchsenberger gefertigten Plänen im neobarocken Stil neu erbaut. Es handelt sich bei der heutigen Kapelle um einen Zentralbau mit offener Säulenvorhalle. Das Fresko am Giebel der Vorhalle gestaltete der Münchener Kunstmaler Herze. Am Fuße der Kapelle befindet sich ein Brunnen, dessen Wasser vom hinter der Kapelle liegenden Schleizknock hergeleitet wird. Eine Besonderheit stellen die Sandsteinquader im Sockelbereich an der linken Eingangsseite dar, deren Fugen die Worte "MARIA HILF" bilden. Die Kapelle ist mit einem Gittertor verschlossen, das einen Blick ins Innere mit der reichen Ausstattung zulässt.